# Gloria al bravo pueblo
Gloria al Bravo Pueblo (Gloire au peuple brave) est l'hymne national du Venezuela.
Il fut adopté par le président Antonio Guzmán Blanco en 1881. Ses paroles ont été écrites par Vicente Salias vers 1810. La musique est une composition de Juan Landaeta.